# Casa Bossi (Busto Arsizio)
Casa Bossi, più nota come Villa Radetzky, è un edificio di Busto Arsizio sito in via Giuseppe Lualdi, a pochi metri dalla chiesa di San Rocco.

## Storia
Secondo quanto riportato dal Catasto Teresiano, già nella prima metà del XVIII secolo l'area su cui sorge la villa era occupata da un edificio il quale, insieme ad alcune aree circostanti, apparteneva alla famiglia Bossi. Quest'area sorgeva appena all'interno della cinta difensiva a tutela del borgo, lungo l'allora contrada Sciornago (attuale via Giuseppe Lualdi), la strada che da Piazza Santa Maria conduceva a ovest verso l'omonima porta.
L'edificio visibile oggi risale al 1850-52 ed è opera dell'ingegner Francesco Antonio Provasoli, il quale, nella denuncia dei lavori compiuti firmata il 10 luglio 1858, descrive il precedente complesso come una casa colonica con due piani (e quattro locali) nel corpo orientale e due piani con tre botteghe in quello meridionale. A nord si trovavano le stalle, sormontate dagli alloggi degli stallieri. Tutti questi corpi di fabbrica furono abbattuti negli anni 1850.
Dal 1978 l'edificio è di proprietà del Comune di Busto Arsizio e destinato ad uso residenziale.
La villa, in stato di progressivo degrado, è stata oggetto di alcuni progetti di restauro e recupero, finora non realizzati.

## Architettura

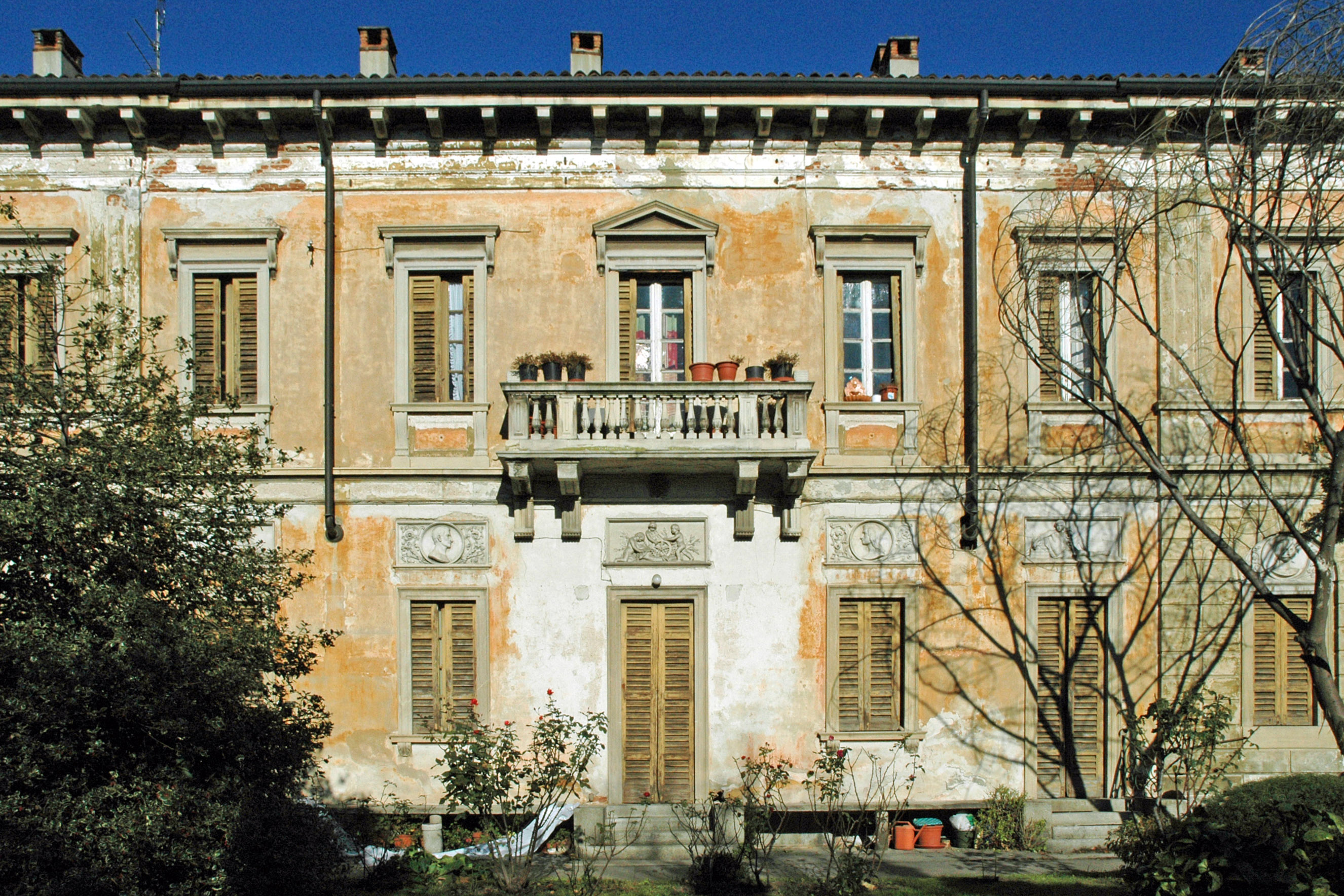
Il prospetto meridionale.

Dall'esterno la casa, realizzata su due piani fuoriterra, uno seminterrato e un sottotetto, mostra aspetti signorili, seppur inseriti in uno schema prospettico lineare realizzato con materiali non particolarmente ricercati. La facciata meridionale, dove si trova l'ingresso principale affacciato su un piccolo giardino, è caratterizzata da una fascia marcapiano e da due coppie di lesene che incorniciano le ali laterali appena accennate, sporgenti solo pochi centimetri dalla facciata. Tutte le finestre presentano una cornice modanata, con quelle al primo piano nobilitate da due semplici mensole. Solo la porta-finestra centrale del primo piano, che dà accesso a un balcone, è sormontata da una cornice con frontone.

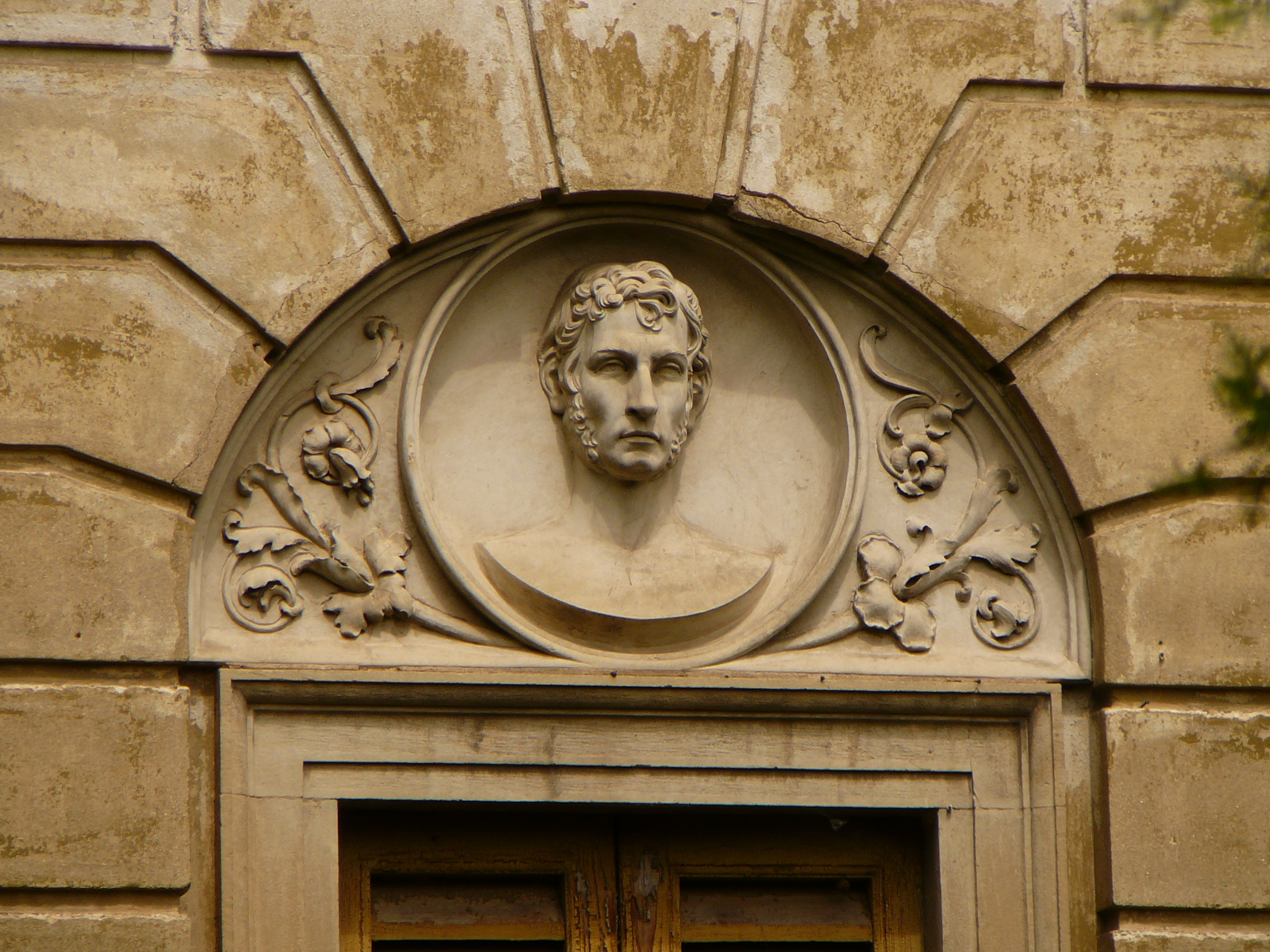
L'altorilievo raffigurante Giuseppe Bossi.

A rendere più signorile la facciata, sono presenti dei bassorilievi (quattro busti virili e tre scene agresti) poste al di sopra delle aperture del piano terra. Uno di questi altorilievi raffigura il busto di Giuseppe Bossi, pittore e fondatore della Pinacoteca di Brera, nato a Busto Arsizio nella parrocchia di San Giovanni, dunque non legato a questo edificio, se non per qualche parentela. Altro elemento decorativo è la cancellata retta da colonne doriche coronate da vasi in pietra contenenti lunghe foglie in ferro. La finestra sormontata dal busto del Bossi è quella più a sinistra: come quella di destra, è inserita in una porzione di muratura rifinita a bugnato.
Il bugnato si ritrova negli affacci sul cortile interno, ovvero su tutta la facciata settentrionale del corpo principale e al piano terra della facciata del corpo di servizio. Quest'ultimo corpo è caratterizzato da tre grandi arcate su un alto architrave, le quali inquadrano tre ampie finestre termali. Gli affacci sulle vie pubbliche sono invece molto modesti, senza particolari elementi di rilievo.
All'interno, nel piano terra del corpo principale si trova un salone con pavimento alla veneziana e un soffitto a padiglione decorato con stucchi e affreschi, oggi non più visibili in seguito ad alcuni interventi di riadattamento dell'edificio. Anche il locale adiacente presenta degli affreschi con figure fantasiose (tra cui una scimmia che suona, un'altra che fuma, un gatto, eccetera) e raffigurazioni delle tre arti: musica, poesia e pittura. Il vano scale è affrescato con motivi floreali bianchi su sfondo blu e anche il salone al piano nobile è riccamente decorato.